# Milan Vidmar
Milan Vidmar [mílan vídmar], slovenski elektroinženir, šahist, filozof in pisatelj, * 22. junij 1885, Ljubljana, Avstro-Ogrska, † 9. oktober 1962, Ljubljana.
Milan se je rodil Josipini in Josipu Vidmarju. Bil je starejši brat Staneta, Josipa, Cirila in Mete.
Bil je poznavalec in raziskovalec osnov elektroenergetike, električnih strojev (večinoma transformatorjev) ter proizvodnje, transformacije in prenosa električne energije. Hkrati pa je bil prvi slovenski in jugoslovanski šahovski velemojster.

## Življenje in delo
Po končani osnovni šoli (1891–1895) in sedmih razredih ljubljanske klasične gimnazije (1895–1902) ter opravljenih diferencialnih izpitih na realki, je tu tudi maturiral. Drugo maturo je naslednje leto opravil na novomeški klasični gimnaziji.
Leta 1902 je na Univerzi na Dunaju pričel študirati strojništvo in diplomiral leta 1907, leta 1910 pa je na tedanji Tehniški visoki šoli na Dunaju dosegel doktorski naziv. Študij elektrotehnike se je na Dunaju pričel šele leta 1904, zato je opravil posebne izpite.
Od 1912 je delal v tovarni Ganz v Budimpešti, kjer je postal osebni asistent Otta Titusza Bláthyja, enega od izumiteljev trifaznega transformatorja; Vidmar je zbudil pozornost s svojimi rešitvami na področju transformatojev. Leta 1913 je postal tehnični vodja tovarne Kastelic & Žabkar v Ljubljani, ki je po njegovih načrtih izdelala 12 transformatorjev. Leta 1916 je prevzel referat električnih pogonov v tobarni Elin na Dunaju, kjer se je 1918 habilitiral za docenta. Med letoma 1919–22 je bil ravnatelj Strojnih tovarn in livarn v Ljubljani, nato pa je med letoma 1920 in 1926 vodil svojo tovarno transformatorjev v Ljubljani.
Postal je redni profesor (1919–57) na elektrostrojnem oddelku Tehniške fakultete, prodekan iste (1926/7, 1934/5, 1935/6, 1944/5) in dekan slednje (1925/6, 1933/4, 1941–1944), in v študijskem letu 1928/29 tudi rektor ljubljanske univerze. S predlogom poimenovanja univerze po jugoslovanskem kralju Aleksandru I. Karađorđeviću je preprečil odpravo nekaterih fakultet. V študijskem letu 1929/30 je bil nato prorektor univerze. Na fakulteti je predaval naslednje predmete: teoretična matematika, teoretične osnove elektrotehnike, teorija električnih strojev, in prenašanje električne energije.
Od 1940 je bil redni član Akademije znanosti in umetnosti v Ljubljani (kasneje Slovenske akademije znanosti in umetnosti) in načelnik njenega matematično-prirodoslovnega razreda, od 1942 do 1945 predsednik akademije (1943 prvič dosegel preimenovanje v SAZU), od 1949 do smrti pa tajnik razreda za matematične, fizikalne in tehniške vede SAZU. Med letoma 1949 in 1959 je bil delegat v Svetu akademij Jugoslavije.
Bil je med snovalci Tehniške fakultete na ljubljanski univerzi, kasnejše Fakultete za elektrotehniko. Leta 1948 je osnoval Inštitut za elektriško gospodarstvo pri SAZU, ki ja je vodil do 1959 in od 1968 nosi ime Elektroinštitut Milan Vidmar. Leta 1955 mu je Univerza v Ljubljani podelila častni doktorat, dunajska univerza 1960 zlato doktorsko diplomo; 1931 je prejel častno odlikovanje avstrijske republike, 1948 Prešernovo in 1957 Kidričevo nagrado; bil je tudi častni član zvez inženirjev in tehnikov Jugoslavije in Slovenije, dopisni član nemške in češke elektrotehniške zveze ter predsednik Nacionalnega komiteja CIGRE od ustanovitve do 1960, nato njegov dosmrtni častni predsednik.

## Šahist
Vidmar je bil vrhunski šahist, velemojster, v svojem času četrti igralec sveta v družbi z Laskerjem, Capablanco, Aljehinom in Euwejem je bil skupaj z Euwejem edini amater med profesionalnimi šahisti. Bil je  med zmagovalci na vrhunskih turnirjih: (Carlsbad 1907, Praga 1908 (tretje mesto), San Sebastian 1911 – tu si je z drugim mestom za Capablanco prislužil naziv velemojstra, Budimpešta 1912, Dunaj 1918, London 1922 (tretje mesto za Capablanco in Aljehinom), Hastings 1925 – delil prvo mesto z Aljehinom, Semmering 1926 (tretje mesto), New York 1927 (četrto mesto), London 1927 (četrto mesto), Carlsbad 1929 (peto mesto), Bled 1939, Basel 1952). Leta 1940 je bil prvak Kraljevine Jugoslavije.
Leta 1921 je ustanovil in postal prvi predsednik Jugoslovanske šahovske zveze, 1935 pa častni predsednik Slovenske šahovske zveze. 
Bil je tudi mednarodni šahovski sodnik, leta 1948 je v Moskvi kot glavni sodnik razglasil Mihaila Botvinika za svetovnega prvaka, leta 1950 pa je bil glavni sodnik šahovske olimpijade v Dubrovniku, kjer je igral tudi njegov sin Milan Vidmar ml.
Vidmar je igral tudi dopisni šah in tudi tu dosegel naslov dopisnega velemojstra.
Slovenska šahovska zveza od 1969 organizira v njegov spomin mednarodni turnir poimenovan Memorial dr. Milana Vidmarja.
Napisal je 35 knjig z različno tematiko:
- o šahu: Šah; Razgovori o šahu z začetnikom, Pol stoletja ob šahovnici (Ljubljana 1951), v nemščini pa Goldene Schachzeiten (Zlati časi šaha — slovenski prevod, 2010);
- strokovne: Transformatorji (prevedeno v mnoge svetovne jezike), Problemi prenosa električne energije, Pogovori o elektrotehniki;
- filozofske: Med Evropo in Ameriko, Moj pogled na svet, Oslovski most;
- avtobiografija v dveh delih (Spomini I-II, 1964)

Po njem se imenuje tudi Šahovsko društvo dr. Milan Vidmar iz Ljubljane, ki je bilo ustanovljeno leta 1995.
Tudi njegov sin Milan Vidmar ml. je bil priznan elektroinženir in močan šahist.

## Govor Milana Vidmarja ob 10-letnici Univerze v Ljubljani
Leta 1929 je slavila Univerza v Ljubljani desetletnico delovanja, v tem času je bil njen rektor Milan Vidmar, na njej je delovalo pet fakultet, te so bile:
- Filozofska fakulteta, ki jo je vodil dekan Aleksander Stojičević,
- Juridična fakulteta (pravna), ki jo je vodil dekan Rado Kušej,
- Medicinska fakulteta, ki jo je vodil Alfred Šerko,
- Tehniška fakulteta, ki jo je vodil Karel Hinterlechner,
- Teološka fakulteta, ki jo je vodil Josip Ujčić.

Slavnostni govor rektorja je nakazal vizijo in bodočnost takratne univerze takole:
»Vpašujete me, kaj mislim o pomenu in nalogah naše univerze? Le nekaj besed: Naša univerza ima, kakor vse druge, dve poglavitni nalogi; vzgojo akademskega naraščaja in znanstveno delo. V tem trenutku pa je treba poudariti še nekaj, ta univerza nam ni potrebna samo zaradi učenja in znanosti. Potrebujemo jo zato, ker je naša in ker ne more nobena tuja univerza dajati naši akademski mladini duha, ki ga daje naša. Gre tedaj za razlike duha, ne za razlike v znanosti in nje metodah. Naš izobraženec bo lažje pogrešal marsikatero formulo, ki si jo pridobi- če treba, v praktičnem življenju. Ne sme pa več sodelovati pri oblikovanju našega narodnega in državnega življenja tak, kakršen je bil doslej: kaj često tujega duha, s tujim načinom mišljenja, s tujo orientacijo v zadevah, ki se tičejo našega bistva. Naš akademski izobraženec mora tudi znanstveno misliti, govoriti in pisati po naše. Lahko vam ponovim to, kar sem dejal nedavno Nj.Vel. kralju: Vse Težkoče, ki jih ima naša država, izhajajo iz tega, da je naše ljudstvo in zlasti naše akademsko izobraženstvo tako različnega duha. Zato se mora vsa naša orientacija usmeriti v državno in narodno edinstvo. Dva mlina morata še dolgo mleti prebivalstvo te države: Univerza in vojska!«